# Offene Form (Musik)
Offene Form ist ein Begriff, mit dem in erster Linie Kunstwerke aus dem Bereich der Literatur, Bildenden Kunst und Musik bezeichnet werden, deren formale Konzeption sich von herkömmlichen Vorstellungen einer „geschlossenen Form“ entfernt und losgesagt hat. Im Bereich der musikalischen Komposition sind damit „Werke mit veränderlicher äußerer Gestalt“ gemeint. Das sind Kompositionen, deren Elemente bzw. Formteile in ihrer Abfolge austauschbar sind und wo die interpretatorische Beliebigkeit an die Stelle eines linearen und zielgerichteten Verlaufs getreten ist. Für die kunstgeschichtliche Betrachtungsweise ist vor allem ein Standardwerk Heinrich Wölfflins zu nennen, in dem der Begriff zur Analyse der Stilentwicklung der neueren Kunst eingeführt wird, während in der Literaturwissenschaft Volker Klotz das Gegensatzpaar von offener und geschlossener Form zur Interpretation von Dramen aus verschiedenen Epochen eingeführt hat (1960). Richtungweisend für die weitere Verbreitung und begriffliche Klärung war nicht zuletzt der italienische Philosoph und Schriftsteller Umberto Eco, der in seiner Schrift Opera aperta den Gedanken interpretativer Pluralität als Phänomen von Kunstwerken beschrieb. An der Dichtung u. a. von James Joyce exemplifizierte Eco einen Gedanken, der im übertragenen Sinn gerade für das Aufführen und Hören von Musik von zentraler Bedeutung ist: Jeder Rezipient trägt seinen eigenen Anteil zur Sinnhaftigkeit eines literarischen Textes bei, indem er diesen nicht als Gegebenheit hinnimmt und gewissermaßen „passiv“ zu verstehen versucht, sondern ihm durch seine persönliche Interpretation den jeweils speziellen Sinn erst verleiht.

## Merkmale
Auf dem Sektor der Musik war es Konrad Boehmer, der die Diskussion um den Begriff der „offenen Form“ angestoßen und anhand von Schlüsselwerken der Musik des 20. Jahrhunderts diskutiert hat. Er kam allerdings zu dem Schluss, dass „der Sammelbegriff Offene Form, unter welchem sich Mobilität, Variabilität, Mehrdeutigkeit und weitere voneinander recht verschiedene Prinzipien vereinigen, Form nur vortäuscht.“ Anders jedoch als bei improvisierter Musik, wo das klangliche Ergebnis aus mehr oder weniger zufällig ablaufenden Ereignissen besteht, wird in den Werken der Offenen Form ein gewisser Rahmen für eine Vielzahl möglicher Abläufe abgesteckt, so dass sich – wie bei einem Mobile von Alexander Calder – scheinbar unendlich viele unterschiedliche Erscheinungsbilder ein und desselben Ausgangsmaterials ergeben. Die Identität des jeweiligen Werks besteht nicht in seinem jeweils einzelnen Klangverlauf, sondern in der Gesamtkonzeption aller verschiedenen Möglichkeiten. Da hierbei der Zufall eine große Rolle spielt, kommt es zu begrifflicher und inhaltlicher Nähe zur sogenannten „aleatorischen Musik“. Bei der Aufführung solcher Kompositionen sind dem Interpreten vollkommen neue und bis dahin unbekannte Kompetenzen zuerkannt worden. Während der Interpret im klassischen Sinne sich wie ein Dienstwalter am Kunstwerk verhalten und um eine möglichst partiturgetreue Darstellung bemüht hat, ist er nunmehr vom Komponisten autorisiert, in die Form und Spieldauer eines Werks einzugreifen und weitreichende Entscheidungen zu treffen, wie das Werk im jeweiligen Moment zu klingen habe. Es scheint kein Zufall zu sein, dass derartige Gestaltungsprinzipien in den Künsten zu einem Zeitpunkt in Mode kamen, als sich mit der 68er-Bewegung ein modernes und weniger starres Gesellschaftskonzept herauszubilden begann. So kann man das neuartige Rollenverständnis des Interpreten im sozialpolitischen Sinne durchaus im Zusammenhang mit dem Leitbild einer anti-autoritären und „Offenen Gesellschaft“ sehen, wie es von Karl Popper entwickelt wurde.

## Zur Geschichte

### Vorgeschichte
Beispiele einer Musik, deren Formverlauf in dem oben genannten Sinn als „offen“ bezeichnet werden kann, gibt es im Abendland seit dem späten Mittelalter. Hierbei handelt es sich zunächst nur um Großformen, deren Einzelteile von den Ausführenden je nach Anlass und Gelegenheit nach eigenem Ermessen zusammengestellt werden. Beispiele hierfür finden sich in der Praxis von Spielleuten, mehrere Tanzsätze zu Suiten zusammenzustellen, wobei im Übrigen auch die Improvisation eine große Rolle spielt. Auch im Sakralbereich gibt es hinlänglich Beispiele für eine freiheitliche und lediglich durch den liturgischen Kontext geregelte Zusammenstellung von kleineren, in sich abgeschlossenen Musikstücken. „Offen“ im engeren Sinn wurde die Form nach Böhmers Einschätzung erst mit der Missa Prolationum des Reinassance-Meisters Johannes Ockeghem. Die in diesem Werk experimentell auskomponierte Mehrdeutigkeit ist „Ausdruck erstmaligen umfassenden Eingriffs kompositorischer Idee in die Struktur des Materials.“ In dem Zusammenhang ist anzumerken, dass die Vorstellung einer musikalischen Komposition als originäres und von einem namentlich genannten Komponisten geschaffenes Kunstwerk ohnehin erst spät in der abendländischen Geschichte festzumachen ist und an das dort aufgekommene Selbstverständnis des Künstlers gebunden ist. In diesem zuletzt genannten Sinne ist auch die Vorstellung vom Kunstwerk zur Voraussetzung der musikalischen „Klassik“ geworden. Das hatte eine Normierung und lehrbuchartige Kanonisierung der musikalischen Formen zur Folge, die fortan als „feste“ Formen angesehen wurden. Hierfür ist die Sonatensatzform das wohl beste Beispiel. Eine solche Erstarrung im Formdenken führte dazu, dass spielerisch veranlagte Geister wie beispielsweise Wolfgang Amadeus Mozart so etwas wie eine „Anleitung zum Componieren von Walzern vermittels zweier Würfel“ erfinden konnten.

### Nach 1945
Mitte des 20. Jahrhunderts kam es zu einer bemerkenswerten Entwicklung, was die Öffnung von „festen“ Formen und deren Befreiung aus normativen Zwängen betrifft. Die hierzulande bekanntesten Protagonisten waren Karlheinz Stockhausen und Pierre Boulez. Der hohe Bekanntheitsgrad ihrer als „Offene Form“ deklarierten Kompositionen (s. u.) geht zum einen auf die Darmstädter Ferienkurse zurück, wo beide ihre neuartigen Formmodelle präsentierten und diskutierten (1957, 1958); zum anderen ist er aber wohl auch die Folge einer am Fortschrittsdenken und an Kontinuität orientierten Musikgeschichtsschreibung, welche die offene Form als eine konsequente Weiterentwicklung der seriellen Musik interpretiert. Phänomenologisch ist hingegen festzustellen, dass schon 1935 der amerikanische Komponist Henry Cowell, geleitet von Vorstellungen einer elastic form, in seinem 3. Streichquartett Mosaic den Interpreten die Reihenfolge der Sätze dem Belieben anheimgestellt hatte, und dass auch der amerikanische Komponist Morton Feldman 1953 mit Intermission 6 für ein oder zwei Klaviere ein Werk geschaffen hatte, bei dem 15 Fragmente auf einem einzelnen Notenblatt verteilt sind mit der Maßgabe, diese nach Belieben anzuordnen: „Die Komposition beginnt mit irgendeinem Klang und geht mit irgendeinem anderen weiter“. In zeitlicher Nähe hierzu experimentierten weitere Komponisten der USA mit der offenen Form, wobei trotz grundverschiedener gedanklicher Ausgangslage durchaus vergleichbare Ergebnisse erzielt wurden. So beabsichtigte John Cage, seine persönliche Rolle als Urheber einer Komposition in den Hintergrund treten zu lassen und die Autonomie des Interpreten zu stärken. Ausgehend von Werken wie Music of Changes (1951) und 4′33″ (1952) entwickelte er Partituren, bei denen der Interpret wie ein „Co-Komponist“ viele wichtige Entscheidungen hinsichtlich der klanglichen Realisierung zu treffen hat. Bereits die Klavierstimme des Concert for Piano and Orchestra (1957/58) weist in diese Richtung. Die Partitur des ganzen Werks besteht aus 63 Einzelblättern, von denen jede Auswahl in beliebiger Kombination gespielt werden kann, auch was die Anzahl und Typen der „Orchester“-Instrumente betrifft. Noch größer ist der schöpferische Eigenanteil des/der Interpreten in der graphischen Partitur von Fontana Mix (1958), die aus zehn Seiten mit jeweils sechs unterschiedlich geschwungenen Linien und zehn durchsichtigen Folien mit frei angeordneten Punkten besteht. Von diesem Werk führt ein direkter Weg zu den Variations I (1958) von John Cage. – Wie groß der Einfluss des von Alexander Calder entwickelten Prinzips der Mobiles auf die Herausbildung offener Formabläufe in der Musik war, geht bei keinem anderen Komponisten deutlicher hervor als bei Earle Brown. 1953 entstanden, unterliegen seine Twenty Five Pages für ein bis 25 Klaviere einer Offenheit in der Form, für die Brown den Begriff der „mobile compositions“ einführte. Die Reihenfolge der einzelnen Seiten dieses Werks bleibt dem/den Interpreten ebenso überlassen wie die Entscheidung, in welcher Leserichtung das Blatt auf dem Instrument steht. Für jede Notenzeile sind bei freier Wahl des Tempos eine maximale sowie eine minimale Aufführungsdauer vorgegeben. „Ich glaube nicht an eine endgültig beste Form [...] Ich indessen ziehe es vor, das Werk und seine formale Zukunft auf die direkten und spontanen Reaktionen zu gründen, die den Dirigenten in Beziehung auf das komponierte Grundmaterial einfallen“, sagt Brown im Hinblick auf die Available Forms II für Großes Orchester (1962). Nach einer Reihe weiterer ähnlich angelegter Kompositionen schrieb Brown in enger Zusammenarbeit mit Calder das Calder Piece für vier Schlagzeuger, deren Aktionen statt von einem Dirigenten von einem speziell für diesen Zweck geschaffenen Mobile gesteuert wurden (1966).
Mitte der 1950er Jahre hatte auch Karlheinz Stockhausen damit begonnen, die bis dahin gültigen Vorstellungen von musikalischer Form aufzubrechen, und an die Stelle der Zielgerichtetheit klassisch-romantischer Formtypen, „bei denen ich weiß, dass ich von A nach B komme“, einen Typus zu setzen versucht, den er in Abgrenzung gegenüber der in den USA mittlerweile zum festen Begriff gewordenen Bezeichnung „open form“ als „variable“ Form bezeichnete. Zeitgleich präsentierte auch Pierre Boulez Stücke, bei denen das klangliche Ausgangsmaterial eine quasi unendliche Zahl möglicher Ausformungen zulässt. So bot er in seiner Dritten Klaviersonate (1955–57) dem Interpreten eine größere Zahl kürzerer Abschnitte an, bei deren Verknüpfung der Spieler gewisse „Spielregeln“ einzuhalten hat. In der bisher umfassendsten Darstellung des kompositorischen Sachverhalts dieses „Schlüsselwerks“ weist Manfred Stahnke allerdings auf die Probleme der analytischen Durchdringung der Partikel in ihrem großformalen Zusammenhang hin. 1956 entstand Stockhausens Klavierstück XI, das aus einem einzigen Notenblatt besteht, auf dem sich 19 „Gruppen“ befinden, die vom Pianisten in einer „vom Augen-Blick abhängigen Weise“ miteinander zu verknüpfen sind. Sowohl bei Boulez als auch bei Stockhausen handelt es sich um Formkonzeptionen, die man mit einem Stadtplan vergleichen kann, auf dem alle Wege grafisch genau erkennbar sind, wo indessen die jeweiligen Ausgangs- und Zielpunkte und vor allem die Wahl der Wege vom Benutzer selbst festgelegt werden. Deutlich höher entwickelt hinsichtlich einer Kongruenz des zu spielenden Tonmaterials und dessen formaler Ausbreitung ist dann Stockhausens Zyklus für einen Schlagzeuger aus dem Jahr 1959. Hierbei handelt es sich um 16 beschriebene Blätter, die seitlich an einer Spirale befestigt sind. Wie in dem wohl berühmtesten Beispiel aus der Literatur, dem „Livre“ von Stéphane Mallarmé gibt es weder einen Anfang noch ein Ende. Der Spieler kann mit an einer beliebigen Stelle auf irgendeiner Seite beginnen, spielt dann allerdings in der gegebenen Reihenfolge den ganzen Zyklus. Dabei kann er das Buch durchaus auch auf den Kopf stellen und das Notenmaterial gewissermaßen spiegelbildlich lesen. Und die dem Interpreten eingeräumten Freiheiten gehen noch weiter, indem es auf jeder Seite mehrere Stränge gibt, wo der Schlagzeuger sich für die eine oder andere Lösung zu entscheiden hat. Das Paradoxe an dieser Komposition ist, dass die größtmögliche Unbestimmtheit des jeweils Erklingenden eingebunden ist in eine größtmögliche Geschlossenheit der Form: Die Aufführung endet nämlich in dem Moment, wo der Spieler alle Seiten gespielt hat und an seinem Ausgangspunkt wieder angekommen ist.
Die wenige Wochen nach der Uraufführung in New York (April 1957) erfolgte Aufführung von Stockhausens Klavierstück XI im Rahmen der Darmstädter Ferienkurse sowie die Uraufführung eines Kernsatzes aus der 3. Klaviersonate von Boulez (Darmstadt 1958) machten rasch die Runde und wirkten in ihrer plakativen Lizenz zur jeweils beliebigen Anordnung von ansonsten festgefügten Formteilen wie ein Startsignal für weitere Komponisten. So fühlte sich der polnische Komponist Roman Haubenstock-Ramati zu einer als Mobile for Shekespeare für Stimme und sechs Instrumentalisten (1960) bezeichneten Partitur inspiriert. Dem war auch, ähnlich wie bei Brown, das Erleben der Kunstwerke Alexander Calders vorangegangen, wobei festzuhalten ist, dass Haubenstock-Ramati grundsätzlich eine große Affinität zur visuellen Kunst hat und seine musikalischen Klangvorstellungen nicht selten in Form von musikalischen Grafiken zu Papier gebracht hat. Von ihm ist der Ausspruch überliefert: „Am schönsten sind die Rätsel, die verschiedene Lösungen zulassen.“ Aufführungen von Werken wie Jeux II – Mobile für zwei Schlagzeuger (1966) oder Miroirs – Mobile für 16 Pianisten (1984/91) sind in erster Linie improvisierte Aktionen der Interpreten. Nach Aussage des Komponisten stellen seine Miroirs „die äußerste Grenze eines Mobile dar, beinhalten potentiell alle möglichen Varianten, alle Ver- und Zerspiegelungen des gegebenen Materials, das auf diese Weise zu einer neuen Form wird – die zur gleichen Zeit geschlossen und offen ist – zu einer neuen Form der Musik, die ich als „Prinzip der dynamisch geschlossenen Form“ verstanden und bezeichnet habe.“

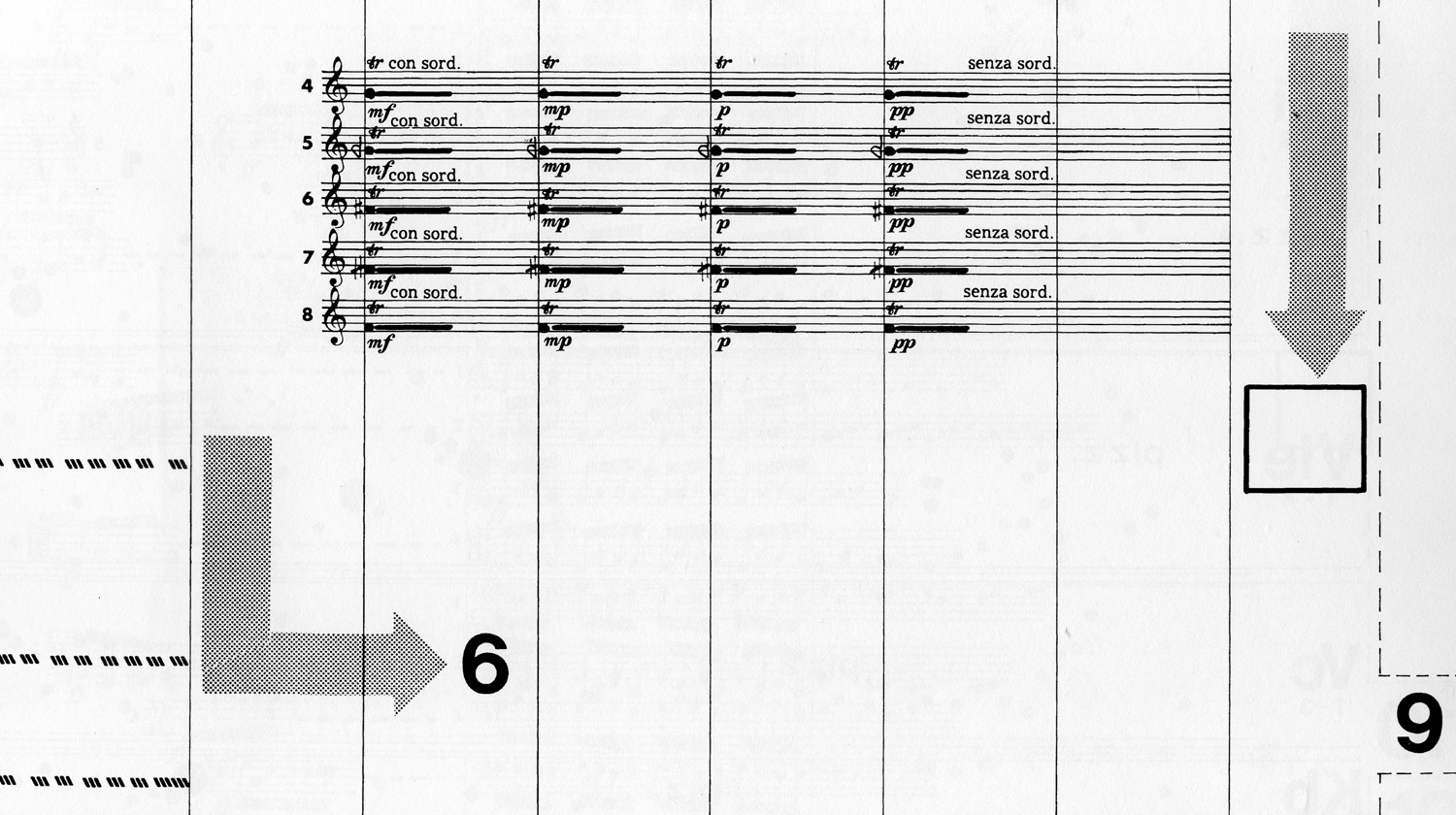
Klaus Hinrich Stahmer „Mobile Aktionen“ (Ausschnitt)

Die formal in diesem Sinne organisierten Musikstücke lassen sich auch als Labyrinthe interpretieren. So sehen sich – ähnlich wie in einem Irrgarten – Dirigent und Musiker bei der Aufführung der Mobilen Aktionen für Streichorchester (1974) von Klaus Hinrich Stahmer immer wieder vor Entscheidungen gestellt, welchen Abschnitt sie als nächsten spielen wollen. Die meisten Seiten lassen sich untereinander problemlos verbinden. So steht beispielsweise am Ende der Seite 9 (s. Abb.) durch das Symbol des offenen, d. h. zahlenlosen Quadrats den Spielern der Weg zu jeder beliebigen anderen Seite offen. Andere Verbindungshinweise wie z. B. die Ziffer 6 am linken Bildrand sind hingegen verbindlich und führen – sofern sich die Spieler für einen Wechsel an dieser Stelle entscheiden – zu determinierten Werkabschnitten. Im Übrigen sind auch Irrwege eingebaut, die dadurch entstehen, dass sie an Punkte führen, wo ausschließlich eine Rückkehr zu dem gerade verlassenen Wechselpunkt möglich ist. So kann es bei einer Aufführung durchaus passieren, dass nicht alle Abschnitte erklingen, denn es gibt weder einen festgelegten Ausgangspunkt noch ein eindeutiges Ziel. Nach den Gesetzmäßigkeiten der Stochastik erweist sich indessen, dass es sich trotz aller Zufälligkeit des jeweils erklingenden Formorganismus um eine nicht unbegrenzte Anzahl möglicher Konstellationen handelt.
Hinsichtlich der Unbestimmtheit der klanglichen Ereignisse und der Freiheiten, die dem bzw. den Interpreten bei der Realisation von solchen Kompositionen seitens des Komponisten eingeräumt und zugestanden werden, gibt es Parallelen zu grafisch notierten Musikstücken. Solche nach Kriterien der visuellen Kunst gestalteten „musikalischen Grafiken“ verlangen vom Spieler ein hohes Maß an Vorstellungskraft und künstlerischer Eigenverantwortung bei der Umsetzung der bildhaften Gestalten, wobei die Grenzen zu Musikstücken mit „offener Form“ fließend sind. Nicht von ungefähr stammen die ersten Versuche einer musikalischen Grafik von dem bereits erwähnten Earle Brown, dessen Blätter November ’52 und December ’52 zu den berühmtesten Beispielen dieses Genres gehören. Nicht weniger originell, was die grafischen Qualitäten betrifft, sind die Sette Fogli (1959) des Italieners Sylvano Bussotti.
Dass das Verfahren, die Geschlossenheit musikalischer Formen aufzusprengen, auch eine gesellschaftskritische Komponente hat, wird besonders eindrücklich erkennbar an einem Formexperiment des Komponisten Mauricio Kagel. Dieser demontiert in seinem rund 100 Minuten dauernden Werk Staatstheater (1971) einen Opernabend auf sämtlichen Ebenen und offeriert stattdessen „einen neunteiligen Katalog isolierter oder rudimentär verknüpfter Opern-Elemente, die – kaum von eingrenzenden Direktiven begleitet – ausgewählt, kombiniert und gereiht werden dürfen.“ Kagels kompositorisches Denken erscheint hier als „vom tradierten Partiturbegriff losgelöst“. „Kagel komponiert mit zunächst isolierten, dann aleatorisch auf neue Weise wieder zusammengefügten Versatzstücken der Operngeschichte“ und ist dabei „in der Umfunktionierung des Traditionellen an die Grenzen dessen gegangen, was sich in traditionsgebundenen musikalischen Institutionen noch realisieren läßt.“ Indem sämtliche Theaterelemente einschließlich des Rezeptionsverhalten der Opernbesucher zur Disposition gestellt werden, erlebt das Opernpublikum etwas völlig Neuartiges. Das Prinzip offener Formen wird in diesem wohl revolutionärsten Werk der Operngeschichte des 20. Jahrhunderts aus seinem innermusikalischen Zusammenhang herausgeholt und vom Opernbesucher als sozialkritisches Moment einer Enthierarchisierung erfahren.
Wie oben dargestellt, gab es zwei Zentren, in denen mit einer in „offener Form“ komponierten Musik experimentiert wurde: New York (Cowell, Cage, Feldman, Brown) und Darmstadt (Stockhausen, Boulez). Die Werke der amerikanischen Komponisten trafen in Deutschland auf offene Ohren. Hierbei lässt sich beobachten, dass die Euphorie mit der die Befreiung vom Kanon altbewährter Formen begrüßt wurde, Spuren eines Aufbruchswillen und Neuanfangs trägt. In die Diskussion, die vor allem in Darmstadt geführt wurde, mischten sich indessen nicht nur aus dem Lager der Reaktionäre kritische Stimmen. So wies der grundsätzlich für alle Neuerungen der zeitgenössischen Musik aufgeschlossene Musikwissenschaftler Carl Dahlhaus darauf hin, dass ein Konzertbesucher die Offenheit der musikalischen Form hörend überhaupt nicht erfassen und nachvollziehen könne. Anders als beim erlebenden Betrachten eines der Mobiles von Calder werde in der Musik nämlich die „auf dem Papier variable Form“ bei der Aufführung zu einem „fixierten“ Ablauf, infolgedessen „die Variabilität ästhetisch eine Fiktion“ sei. Einige Jahre später wurde er noch deutlicher und behauptete, dass die Hinwendung zu offenen Formen nichts anderes als eine „Verlegenheit“ sei, „die der Formbegriff den Theoretikern der neuesten Musik bereitet, eine Verlegenheit, die der Ausdruck ‚offene Form‘ eher verrät als beschwichtigt.“ Als abschließendes Résumé ist seine Argumentation zu interpretieren, wonach „das Komponieren – unter dem Stichwort ‚offene Form‘ oder ‚work in progress‘ – zu einem Prozess“ geworden sei, „in dem es weniger auf isolierbare Resultate in der Gestalt abgeschlossener Werke als auf Konzeptionen ankam“, und das Interesse, welches solche Musikstücke gefunden hätten, sei darauf zurückzuführen, dass sie lediglich „durch ungelöste Schwierigkeiten einen Fortgang des musikalischen Denkens provoziert“ als die Schwierigkeiten wirklich gelöst hätten. Generell lässt sich beobachten, dass das Interesse der Komponisten an „offenen“ Formen seit den 1980er-Jahren merklich nachgelassen hat, was darauf schließen lässt, dass es sich wohl doch eher um experimentelle Gestaltungsansätze und Prototypen als um die Erfindung eines unbegrenzt reproduzierbaren Modells gehandelt hat.